# Wwiedienskoje (obwód kurski)
Wwiedienskoje (ros. Введенское) – wieś (ros. село, trb. sieło) w zachodniej Rosji, w sielsowiecie szumakowskim rejonu kurskiego w obwodzie kurskim.

## Geografia
Miejscowość położona jest nad rzeką Młodać (lewy dopływ Sejmu), 1 km od centrum administracyjnego sielsowietu (Bolszoje Szumakowo), 10 km na południowy wschód od centrum administracyjnego rejonu (Kursk), 5 km od trasy europejskiej E38 (Ukraina – Rosja – Kazachstan).
We wsi znajduje się 359 posesji.
Klimat
Miejscowość, jak i cały rejon, znajduje się w strefie klimatu kontynentalnego z łagodnym ciepłym latem i równomiernie rozłożonymi opadami rocznymi (Dfb w klasyfikacji klimatów Köppena).

## Demografia
W 2010 r. wieś zamieszkiwały 642 osoby.